# 元諶
元 諶（げん じん、生年不詳 - 536年）は、北魏の皇族。字は興伯。

## 経歴
趙郡王元幹の子として生まれた。性格は穏和であった。通直正員郎から、太子庶子・司空司馬・鴻臚少卿に転じた。後将軍・肆州刺史に任ぜられたが、固辞して受けなかった。平南将軍・光禄少卿となった。黄門侍郎に転じ、安南将軍・光禄大夫に進んだ。散騎常侍・中軍将軍・相州刺史として出向した。相州刺史から罷免され、宗正卿・都官尚書となった。上蔡県開国公に封ぜられたが、受けようとしなかった。孝荘帝が立つと、爾朱栄が晋陽遷都を論じたが、元諶はこれに反対した。爾朱栄は怒って、元諶を罪に落とそうとしたが、爾朱世隆に止められて事なきをえた。車騎将軍・儀同三司・尚書左僕射に任ぜられ、魏郡王に封ぜられた。また侍中を加えられた。元諶は兄弟のうちで年長であり、父の位を継ぐべきところ、父の元幹が弟の元謐を偏愛していたため、元謐が世子として立てられていた。孝荘帝は元諶を趙郡王に封ずるよう命じた。元諶は驃騎大将軍に進み、開府を加えられ、司空公に転じた。孝武帝のとき、太保・司州牧・太尉公に転じ、また太師・録尚書事となった。東魏が建てられると、大司馬となった。536年、死去した。仮黄鉞・侍中・都督・冀州刺史の位を追贈され、諡を孝懿といった。元諶は才能や識見がなく、歴代の位は高かったが、人々に粗略に扱われた。
子の元煒が後を嗣いだ。

## 伝記資料
- 『魏書』巻21上 列伝第9上
- 『北史』巻19 列伝第7